# Pałacyk Alfreda Michla w Bielsku-Białej
Pałacyk Alfreda Michla – zabytkowa kamienica willowa położona w Bielsku-Białej na rogu ulic 3 Maja i Sienkiewicza (adres: 3 Maja 13).
Budynek został wzniesiony w 1895 według projektu Carla Korna dla notariusza Alfreda Michla. Jest to obiekt jednopiętrowy na planie litery L, z sutereną i dachem mansardowym, zaakcentowany narożną dekoracyjną wieżyczką ze spiczastym hełmem osadzonym na spłaszczonej kopułce. Posiada asymetryczne, bogato zdobione elewacje w stylu neobarokowym. Kamienny, rustykowany cokół i boniowany wysoki parter kontrastuje z licem piętra z cegły glazurowanej i białym detalem półkolumn, naczółków, obramowań okiennych i innych elementów sztukatorskich. Brama wejściowa jest bogata w dekorację snycerską, nad portalem zobaczyć można inicjały pierwszego właściciela pałacyku: AM. Wyjście na umieszczony w narożniku taras ma formę porte-fenêtre. Przy wjeździe do sieni przejazdowej zamontowana jest kuta krata. Bogatym wystrojem prezentuje się również sama sień; nakrywa ją niewielka kopuła na pendentywach z polichromią z motywem wici roślinnych i sylwetkami jaskółek, a także imitacją antycznych spękań. W wystroju wnętrz zachowały się mozaikowe posadzki, żeliwnej balustrady poręczy, a także supraporty nad drzwiami pomieszczeń piętra, ukazujące dwa putta podtrzymujące przyczółek i muszlowy ornament pośrodku.
Obecnym właścicielem budynku jest Beskidzka Izba Rzemiosła i Przedsiębiorczości, która ma tu swoją siedzibę. W suterenie działa klub muzyczny Sepia, który powstał w 2022,  nawiązując do tradycji klubu Sephia istniejącego w latach 2006–2020 i określanego jako „kultowy”. Pałacyk wpisano do rejestru zabytków 8 września 1981 pod numerem A/403/81 (obecnie A/1344/24). W latach 2021–2022 przeszedł gruntowną renowację.